# Bibliothèque de l'Université estonienne des sciences de la vie
La bibliothèque de l’université des sciences de la vie d'Estonie (en estonien : Eesti Maaülikooli raamatukogu) est une bibliothèque universitaire  à Tartu en Estonie.

## Présentation
La bibliothèque de l'université des sciences de la vie d'Estonie est une bibliothèque de recherche qui spécialisée dans le domaine de la bioéconomie. 
La bibliothèque a ouvert en décembre 1951.
Les collections de la bibliothèque sont disponibles via le catalogue numérique ESTER (et) et l'archive numérique EMU DSpace.
Depuis 1990, la responsable de la bibliothèque est Tiina Tohvre , dont le travail de longue haleine a été récompensé en 2017 par une médaille du mérite décernée par l’Université des sciences de la vie d'Estonie.

## Emplacement
- 1951–1954 Ülikooli tänav 14
- 1954–1997 Bâtiment principal de l'Académie estonienne de l'agriculture, Riia tänav 12
- 1997–2000 Faculté de foresterie et de génie civil de l'Université agricole d'Estonie, Kreutzwaldi 5
- 2000–2007 Université des sciences de la vie d'Estonie, Kreutzwaldi 64
- depuis 2007 Université des sciences de la vie d'Estonie, Kreutzwaldi 1A

## Galerie

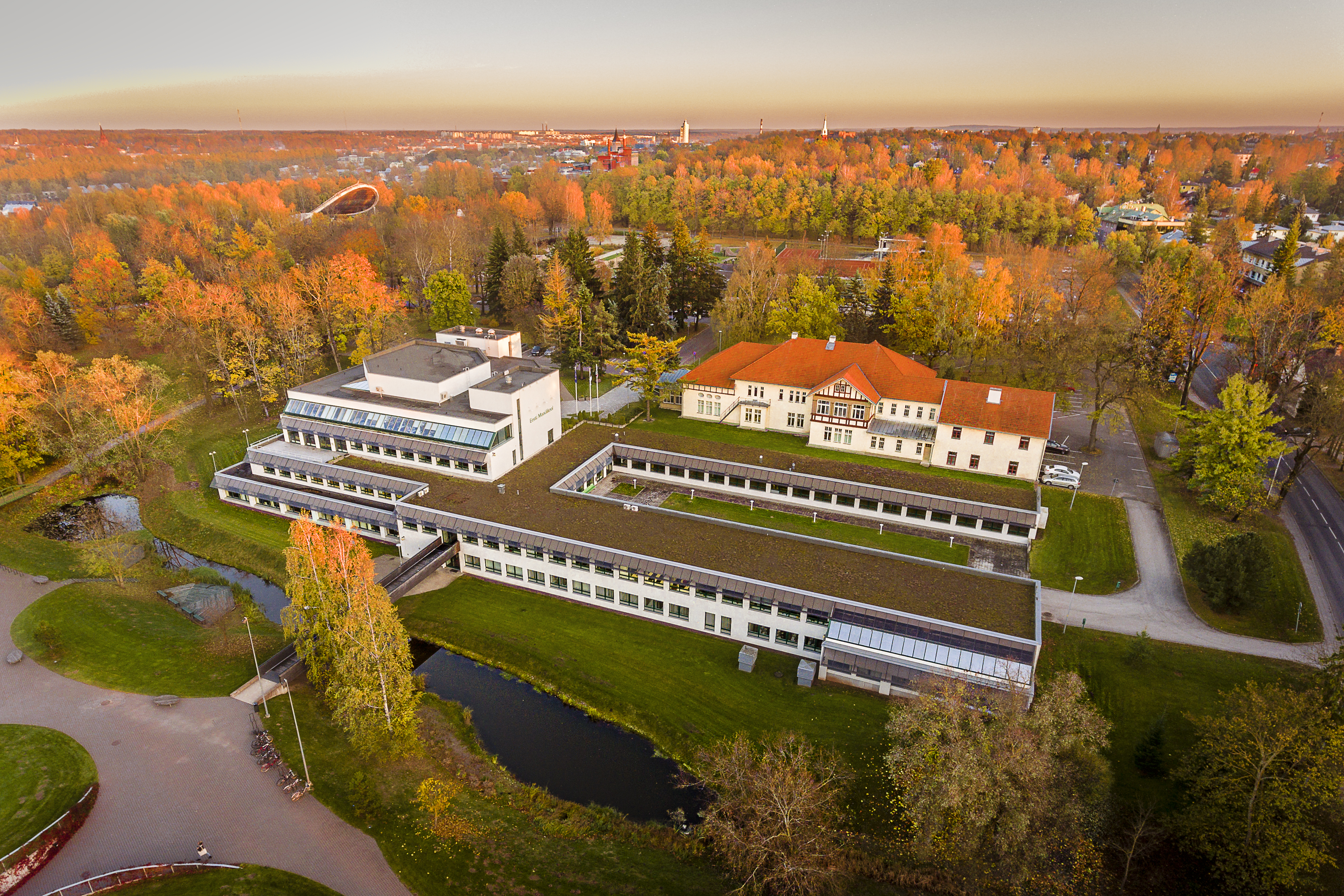
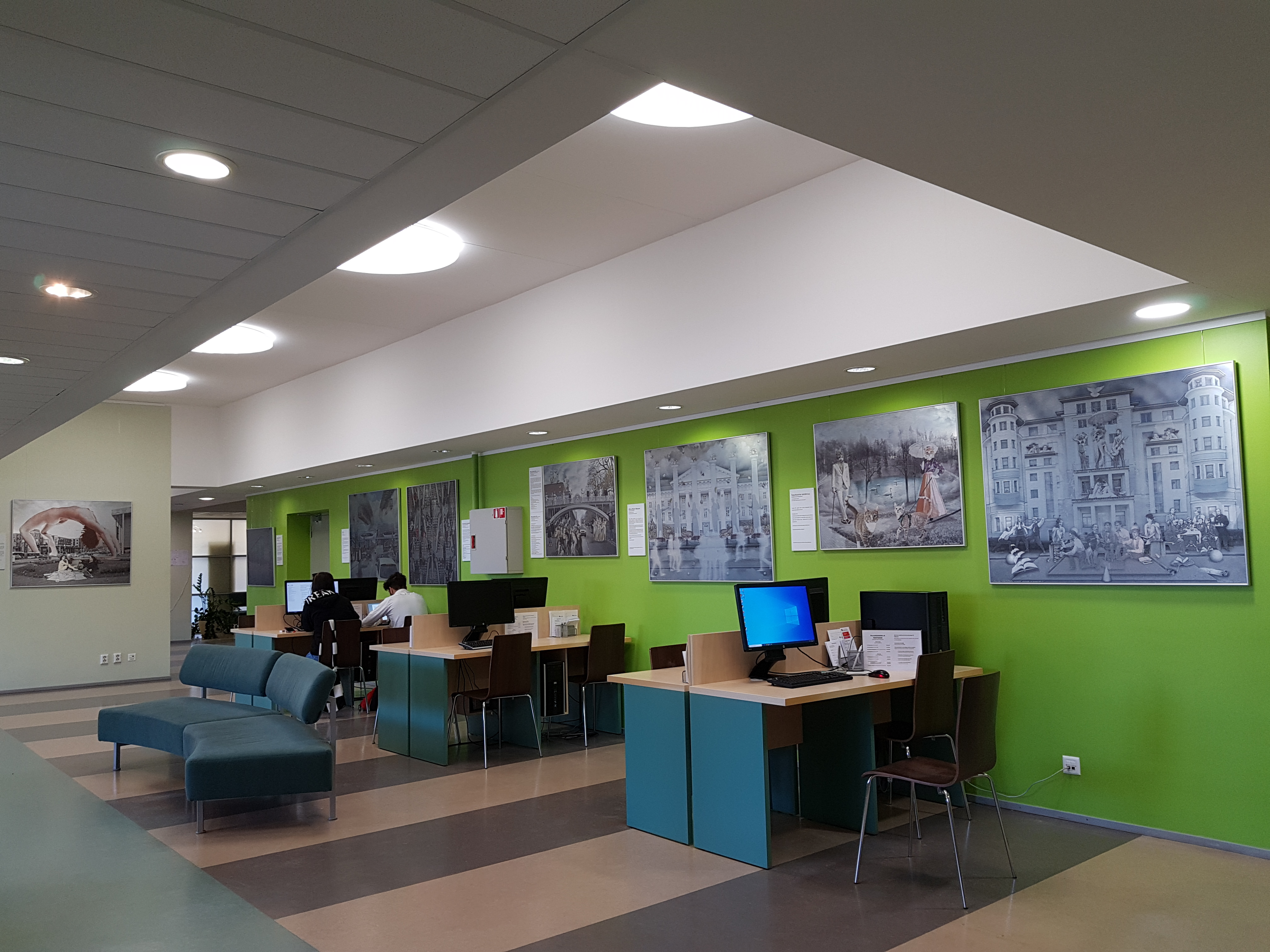